# Линия M4 (Бухарестский метрополитен)
Линия M4 — четвёртая линия метро Бухареста, открытая 1 марта 2000 года. Длина линии — 8,3 км.

## История
Строительство линии началось в 1989 году, незадолго до революции, и вскоре было остановлено, возобновившись лишь в середине 90-х. Первый участок был открыт 1 марта 2000 года, далее строительство шло с многочисленными задержками и последний на текущий момент кусок был открыт 31 марта 2017 года.

## Подвижной состав
Несмотря на то, что это новейшая линия метро Бухареста, её обслуживают самые старые поезда Astra IVA.